# Jelovkacultuur
De Jelovkacultuur (Russisch: Еловская культура, Jelovskaja koeltoera) was een archeologische cultuur uit de bronstijd in de regio Tomsk, Narym en Boven-Ob. Ze maakte deel uit van de culturele en historische gemeenschap van Andronovoïde culturen die zich in het zuiden van West-Siberië ontwikkelde door vermenging van de lokale bevolking met een allochtone Andronovo-bevolking.

## Beschrijving
De naam is afgeleid van het dorp Jelovka in het district Kozjevnikovski van de oblast Tomsk. Ze  werd in 1964 door Michail Kosarev geïdentificeerd als een aparte cultuur op basis van materialen uit opgravingen van de nederzettingen Desjatova en Jelovka. Er zijn meer dan 30 sites (nederzettingen en begraafplaatsen) van de Jelovkacultuur bekend. Jelovka-aardewerk kenmerkte zich door kom- en potvormige vaten met gekamde of gladde stempelversieringen. Het ornament vulde in de regel het gehele zijoppervlak van het vat. De vrschillen tussen keramische groepen kunnen chronologisch of lokaal van aard zijn. Er worden vijf groepen vaatwerk onderscheiden: drie groepen zijn vooral karakteristiek voor nederzettingen, twee zijn meer typisch voor grafcomplexen.
In haar zuidelijke verspreidingsgebieden  hield de Jelovka-bevolking zich bezig met veeteelt en akkerbouw. Uit osteologisch onderzoek bleek dat de veestapel zowel groot als klein vee omvatte. Benen bakstukken duiden op het gebruik van paarden als trekdier bij de landbouw. Gevonden fragmenten van graanraspen, fragmenten van gietmallen voor sikkels of hakmessen, en mallen voor het gieten van schoppen duiden op landbouw. In de noordelijke gebieden was jacht en visserij de basis van de economie.
De meeste Jelovka-graven bestonden uit ondiepe kuilen in de bovenste bodemhorizon. Sommige graven vertoonden sporen van houten bekledingen en houten dekken. De oriëntatie van de begravenen was voornamelijk zuidwestelijk.
Aan het begin van de 10e eeuw v.Chr. werd de lokale bevolking geassimileerd onder de druk van allochtone culturele en etnische groepen. Als gevolg hiervan ontstond de Moltsjanovocultuur.